# I'm Done with You
I'm Done with You è un singolo del gruppo musicale polacco Riverside, pubblicato il 21 ottobre 2022 come primo estratto dall'ottavo album in studio ID.Entity.

## Descrizione
Il brano si caratterizza per sonorità più pesanti e per un testo aggressivo rispetto alle più recenti pubblicazioni. Come sottolineato dal frontman Mariusz Duda, il testo parla di rabbia e frustrazione:

## Video musicale
Il video, diretto da Thomas Hicks e girato in animazione, è stato reso disponibile in concomitanza con il lancio del singolo attraverso il canale YouTube della Inside Out Music.

## Tracce
Testi e musiche di Mariusz Duda.
1. I'm Done with You – 5:51

## Formazione
Hanno partecipato alle registrazioni, secondo le note di copertina di ID.Entity:
Gruppo
- Mariusz Duda – voce, basso, arrangiamento
- Piotr Kozieradzki – batteria, arrangiamento
- Michał Łapaj – tastiera, organo Hammond, arrangiamento
- Maciej Meller – chitarra, arrangiamento

Produzione
- Mariusz Duda – produzione
- Paweł Marciniak – registrazione (The Boogie Town Studio), missaggio
- Magda Srzedniccy – registrazione (Serakos Studio)
- Robert Srzedniccy – registrazione (Serakos Studio)
- Riverside – missaggio
- Robert Szydło – mastering